# Spinore

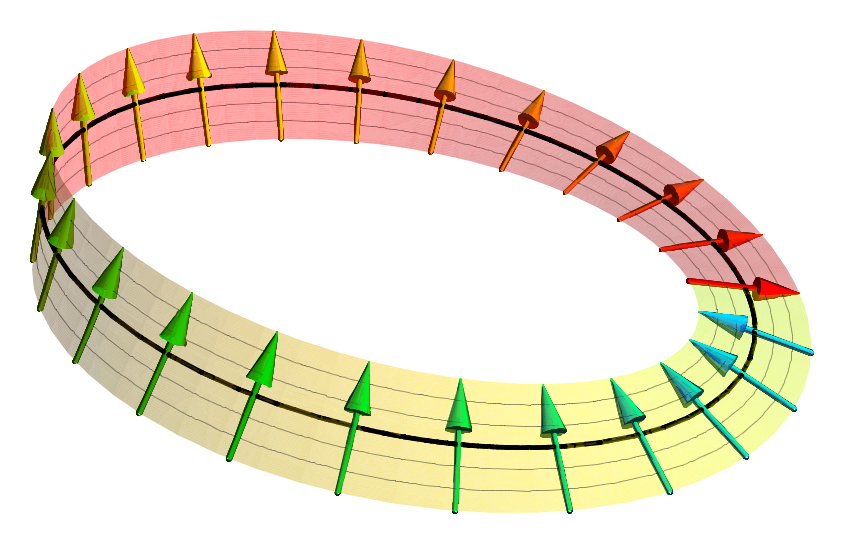
Uno spinore visualizzato come un vettore che punta lungo il nastro di Möbius, mostrando una inversione di segno quando ruota attraverso un giro di 360°

In matematica e fisica, in particolare nella teoria dei gruppi ortogonali, uno spinore è un elemento di uno spazio vettoriale complesso introdotto per estendere il concetto di vettore. Gli spinori sono necessari dal momento che la struttura del gruppo delle rotazioni in un certo numero di dimensioni richiede ulteriori dimensioni per essere definita. Più precisamente, gli spinori sono oggetti geometrici costruiti da vettori dotati di una forma quadratica, come lo spazio euclideo o lo spaziotempo di Minkowski, attraverso una procedura algebrica, l'algebra di Clifford, o una procedura di quantizzazione. Una data forma quadratica può supportare diversi tipi di spinori.
Classicamente, lo spinore a due componenti è usato per descrivere lo spin dell'elettrone non relativistico dello spazio tridimensionale ordinario, ed attraverso l'equazione di Dirac, lo spinore di Dirac è utile nella descrizione matematica dello stato quantico dell'elettrone relativistico definito sullo spaziotempo di Minkowski. Nella teoria quantistica dei campi, lo spinore descrive lo stato di un sistema relativistico di più particelle.
In matematica, in particolare nella geometria differenziale, lo spinore ha varie applicazioni alla topologia algebrica e differenziale, geometria simplettica, teoria di gauge e varietà algebriche. Da un punto di vista algebrico, lo spinore è la rappresentazione della trasformazione ortogonale infinitesima che non può essere costruita a partire dalla rappresentazione della rotazione.

## Storia
Lo spinore fu introdotto da Élie Cartan nel 1913, la parola "spinore" fu coniata da Paul Ehrenfest nel suo lavoro sulla fisica quantistica. Gli spinori furono introdotti nella fisica matematica da Wolfgang Pauli nel 1927, con l'introduzione delle matrici di spin. L'anno seguente, Paul Dirac scoprì la teoria relativistica dello spin elettronico, mostrando la connessione tra spinori e il gruppo di Lorentz. Storicamente importanti risultano i lavori di Van der Waerden e del matematico statunitense Veblen.
A partire dal 1930, Paul Dirac, Piet Hein e altri al Niels Bohr Institute crearono giochi come il tangloids per insegnare il calcolo degli spinori.

## Introduzione
Nella geometria classica, rotazioni e riflessioni agiscono sui vettori dello spazio. In un certo senso, rotazioni e riflessioni contengono però informazioni geometriche più fini di quelle che possono essere espresse attraverso le loro azioni su un vettore: lo spinore è un oggetto costruito per inglobare dettagliatamente tale geometria.
Ci sono sostanzialmente due punti vista per visualizzare la nozione di spinore.
Il primo è quello dato dalla teoria delle rappresentazioni nella quale si conosce a priori che vi sono certe rappresentazioni dell'algebra di Lie dei gruppi ortogonali che non possono essere formate dalle usuali costruzioni tensoriali. Tali rappresentazioni "mancanti" sono dette rappresentazioni di spin e i loro costituenti sono appunto gli spinori. In quest'ottica uno spinore appartiene alla rappresentazione del rivestimento del gruppo di rotazione {\displaystyle \mathrm {SO} (n,\mathbb {R} ),} o più generalmente al gruppo {\displaystyle \mathrm {SO} ^{+}(p,q,\mathbb {R} )} su spazi con segnatura {\displaystyle (p,q).} Il gruppo di Lie, ricoprente {\displaystyle \mathrm {SO} (n,\mathbb {R} ),} di questo rivestimento doppio si denota con {\displaystyle \mathrm {Spin} (n)} o {\displaystyle \mathrm {Spin} (p,q)} e si dice gruppo di spin. Tutte le proprietà degli spinori e le loro applicazioni sono definiti grazie a tale gruppo. 
Il secondo punto di vista è di tipo geometrico: è possibile costruire esplicitamente uno spinore e quindi esaminare come esso si comporta rispetto all'azione del gruppo di Lie relativo. Quest'ultimo approccio ha il vantaggio di fornire una concreta ed elementare descrizione di cosa sia lo spinore, anche se diventa scomodo quando entrano in gioco proprietà più complesse.

## Definizione formale
Si consideri il rivestimento doppio di gruppi di Lie {\displaystyle \pi \colon \mathrm {Spin} (n)\to \mathrm {SO} (n)}. Uno spinore è un elemento dello spazio vettoriale (reale o complesso) {\displaystyle V} relativo a una data rappresentazione {\displaystyle \rho \colon \mathrm {Spin} (n)\to \mathrm {GL} (V)} del gruppo ricoprente {\displaystyle \mathrm {Spin} (n).}

## Spinori ed algebre di Clifford
Si consideri l'algebra di Clifford ({\displaystyle 2^{n}}-dimensionale) costruita sullo spazio {\displaystyle \mathbb {R} ^{n}}, allora gli spinori possono essere considerati come i vettori su cui operano gli elementi dell'algebra di Clifford, essendo questi ultimi rappresentati come matrici.